# زمین‌لرزه ۱۹۰۳ ملازگرد
زمین‌لرزه ملازگرد  در تاریخ ۲۸ آوریل ۱۹۰۳ میلادی، برابر با ‎۷ اردیبهشت ۱۲۸۲، ساعت ۲۳:۳۹ به زمان یوتی‌سی در ترکیه ، منطقه ملازگرد رخ داد.ژرفای این زلزله ۱۰ کیلومتر بود. بزرگی آن ۷٫۰ در مقیاس Ms بدست آمده‌است.
شمار کشتگان نزدیک به ۳۵۰۰ نفر گزارش شده‌است.